# Meridian Cup
Meridian Cup – piłkarskie rozgrywki niegdyś między młodzieżowymi reprezentacjami strefy UEFA oraz CAF, organizowane co 2 lata od 1997 roku. Ostatnia edycja odbyła się w 2005 r.

## Zwycięzcy
| Rok  | Gospodarz         | I miejsce | II miejsce | III miejsce | IV miejsce |
| ---- | ----------------- | --------- | ---------- | ----------- | ---------- |
| 1997 | Portugalia        | Nigeria   | Hiszpania  | Portugalia  | Grecja     |
| 1999 | Południowa Afryka | Hiszpania | Ghana      | Portugalia  | Egipt      |
| 2001 | Włochy            | Hiszpania | Włochy     | Portugalia  | Czechy     |
| 2003 | Egipt             | Hiszpania | Szwajcaria | Francja     | Anglia     |
| 2005 | Turcja            | Francja   | Turcja     | Hiszpania   | Portugalia |